# Thanks for Flying With Us
Thanks for Flying With Us är ett musikalbum av Mats/Morgan Band och utgivet 2005.

## Låtlista
1. "Sinus" (Mats Öberg) – 4:56
  - Mats Öberg – keyboards
  - Mija Folkesson – sång
2. "Thanks for Flying With Us" (Morgan Ågren, Mats Öberg) – 3:34
  - Mats Öberg – keyboards
  - Tommy Tordsson – bas
3. "Adat Dropouts I Love You" (Mats Öberg) – 3:00
  - Mats Öberg – keyboards, munspel
4. "Not Us" (Morgan Ågren) – 2:34
  - Morgan Ågren – trummor, synthesizerbass, programmering
  - Robert Elovsson — keyboards, klarinett
5. "JF's Tati-Car" (Morgan Ågren) – 4:09
  - Mats Öberg – keyboards
  - Tommy Tordsson – bas
6. "La Baratte" (Morgan Ågren, Mats Öberg, Robert Elovsson) – 5:51
  - Mats Öberg – keyboards, munspel
  - Tommy Tordsson – bas
7. "Softma" (Mats Öberg) – 3:32
  - Mats Öberg – keyboards
  - Malin My Nilsson — violin
8. "Wounded Bird" (Morgan Ågren) – 4:35
  - Mats Öberg – keyboards
  - Morgan Ågren – trummor, programmering
9. "Propeller Häst" (Mats Öberg) – 3:53
  - Mats Öberg – keyboards
  - Tommy Tordsson – bas
10. "Allan In the Rain" (Morgan Ågren) – 4:03
  - Morgan Ågren  – trummor, keyboards, programmering
  - Ismet Demirhan — zurna
11. "Wenjie" (Mats Öberg) – 3:12
  - Mats Öberg – keyboards
  - Morgan Ågren – trummor
12. "Please Remain Seated" (Morgan Ågren) – 3:20
  - Morgan Ågren  – trummor, keyboards
  - Mija Folkesson – röst

### Bonus Tracks
1. "Coco" (Mats Öberg) – 3:14
  - Liveinspelning från Stockholm, 1998.
2. "Live Neff" (Morgan Ågren, Mats Öberg) – 7:52
  - Liveinspelning från Göteborg, 1998.
3. "Alive In Enskede" (Morgan Ågren, Mats Öberg) – 8:02
  - Liveinspelning från Enskede Jazzfestival, Stockholm, 2002.
4. "Ivan" (Morgan Ågren, Mats Öberg) – 7:28
  - Demoinspelning för Drumkit from Hell, 2005.

## Medverkande
- Mats/Morgan Band:
  - Mats Öberg — keyboards, munspel, sång
  - Morgan Ågren — trummor, keyboards, programmering
  - Jimmy Ågren — gitarr, bas
  - Robert Elovsson — keyboards, klarinett
  - Tommy Tordsson — bas